# Mary Jo Bang
Mary Jo Bang (Waynesville, Misuri, 22 de octubre de 1946) es una poeta estadounidense.

## Vida
Bang creció en Ferguson, Misuri. Se graduó de la Universidad de Northwestern en sociología, de la Universidad de Westminster y de la Universidad de Columbia, con una maestría en Bellas Artes. Enseña en la Universidad de Washington en St. Louis.
Su trabajo ha aparecido en publicaciones importantes como New American Writing, Paris Review, The New Yorker, The New Republic, Denver Quarterly y Harvard Review.
Bang fue coeditora de la publicación Boston Review de 1995 a 2005. Fue jurado en la entrega de los premios James Laughlin en el año 2004.
Vive en la ciudad de St. Louis, Misuri.

## Trabajos
- "The Diary of a Lost Girl"; "The Penguin Chiaroscuro"; "The Medicinal Cotton Clouds Come Down to Cover Them"; "Dark Smudged the Path Untrammeled"; "A Hurricranium, He Said"; "Speech is Designed to Persuade", Jacket 12
- «So, So It Begins Means It Begins». The New Yorker. Marzo de, 2009.
- «The Cruel Wheel Turns Twice». The Paris Review. Fall–Winter 2005. Archivado desde el original el 7 de julio de 2009.
- Elegy. Graywolf Press. 2007.
- The Eye Like a Strange Balloon. Grove Press. 2004.
- The Downstream Extremity of the Isle of the Swans. Universidad de Georgia. 2001.
- Louise In Love. Grove Press. 2001.
- Apology for Want. UPNE. 1997.
- The Bride of E: Poems (2009)
- Selected Poems
- Her Head in a Rabbit Hole
- The Last Two Seconds: Poems (2015)